# Svínafellsgöltur
Svínafellsgöltur är en bergstopp i republiken Island. Den ligger i regionen Austurland, 300 km öster om huvudstaden Reykjavík. Toppen på Svínafellsgöltur är 326 meter över havet, eller 262 meter över den omgivande terrängen. Bredden vid basen är 2,8 km.
Trakten runt Svínafellsgöltur är nära nog obefolkad, med mindre än två invånare per kvadratkilometer. Närmaste större samhälle är Höfn, omkring 20 kilometer sydost om Svínafellsgöltur. Trakten runt Svínafellsgöltur består i huvudsak av gräsmarker.